# Sziálsav
A sziálsavak kilenc szénatomos vázú α-ketosav-cukrok. A „sziálsav” elnevezést Gunnar Blix, svéd biokémikus vezette be 1952-ben. A leggyakoribb sziálsav az N-acetil-neuraminsav (Neu5Ac vagy NANA), mely az állatokban és egyes prokariótákban található. Ezek széles körben fordulnak elő állati szövetekben, és hasonló vegyületek megtalálhatók más szervezetekben, például mikroalgákban, baktériumokban és archeákban. Gyakran részei glikoproteineknek, glikolipideknek vagy gangliozidoknak, ahol a cukorlánc végén vannak a sejtfelszínen vagy oldékony fehérjékben. Azonban Drosophila-embriókban és más rovarokban is észlelték. A növényeknél azonban nem mutattak ki sziálsavakat.
Emberben az agyban található a legtöbb sziálsav, ahol fontosak az ingerületátvitelben és a szinaptogenezishez szükséges gangliozidszerkezetben. Több mint 50 sziálsav imert, melyek mindegyike szubsztituált amino- vagy hidroxilcsoportú neuraminsav-származék. Általában az aminocsoporthoz acetil- vagy glikolilcsoport tartozik, de más csoport is lehet ott. E szubsztitúciók szövetspecifikusak és fejlődéskor szabályozottak, így az egyes sejtek glikokonjugátum-típusaiban csak egy részük található meg. A hidroxilcsoport szubstituensei változatosak: ott észleltek acetil-, laktil-, metil-, szulfát- és foszfátcsoportot.

## Szerkezet

Neuraminsav (Neu), melynek N- vagy O-szubsztituált származékai a sziálsavak

A sziálsavak közé tartozik a legtöbb neuraminsav-származék, de ezek ritkák a természetben. Általában mucinok, glikoproteinek és glikolipidek terminális, nem redukáló helyzetű komponensei a belső és külső membránban is, ahol kívül vannak, és fontos funkciókkal rendelkeznek.

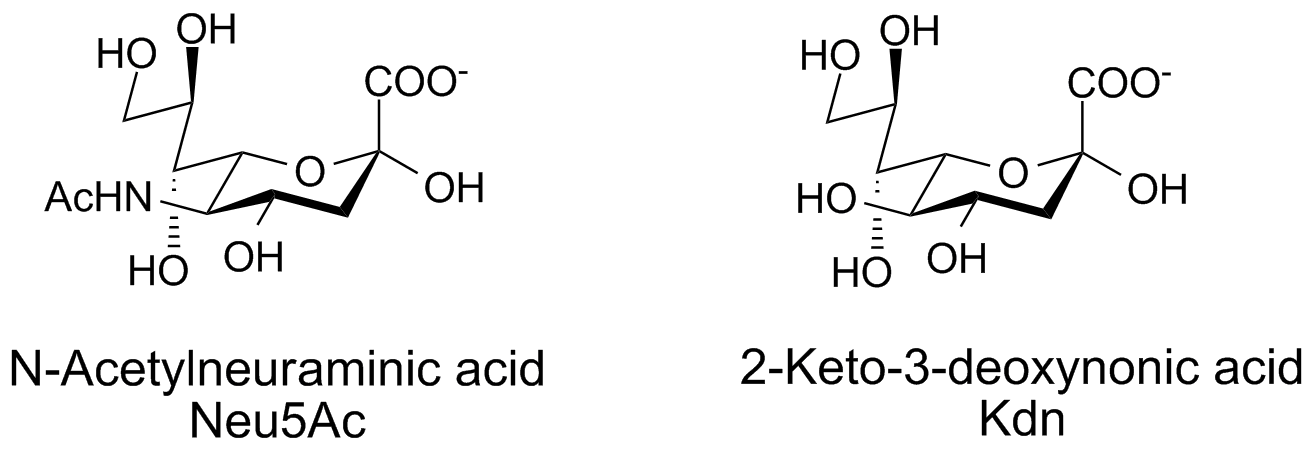
N-acetilneuraminsav és Kdn

A szénatomok számozása a karboxilátnál kezdődik, és a lánc mentén folytatódik. Az α-anomer az axiális helyzetű karboxiláttal rendelkező.

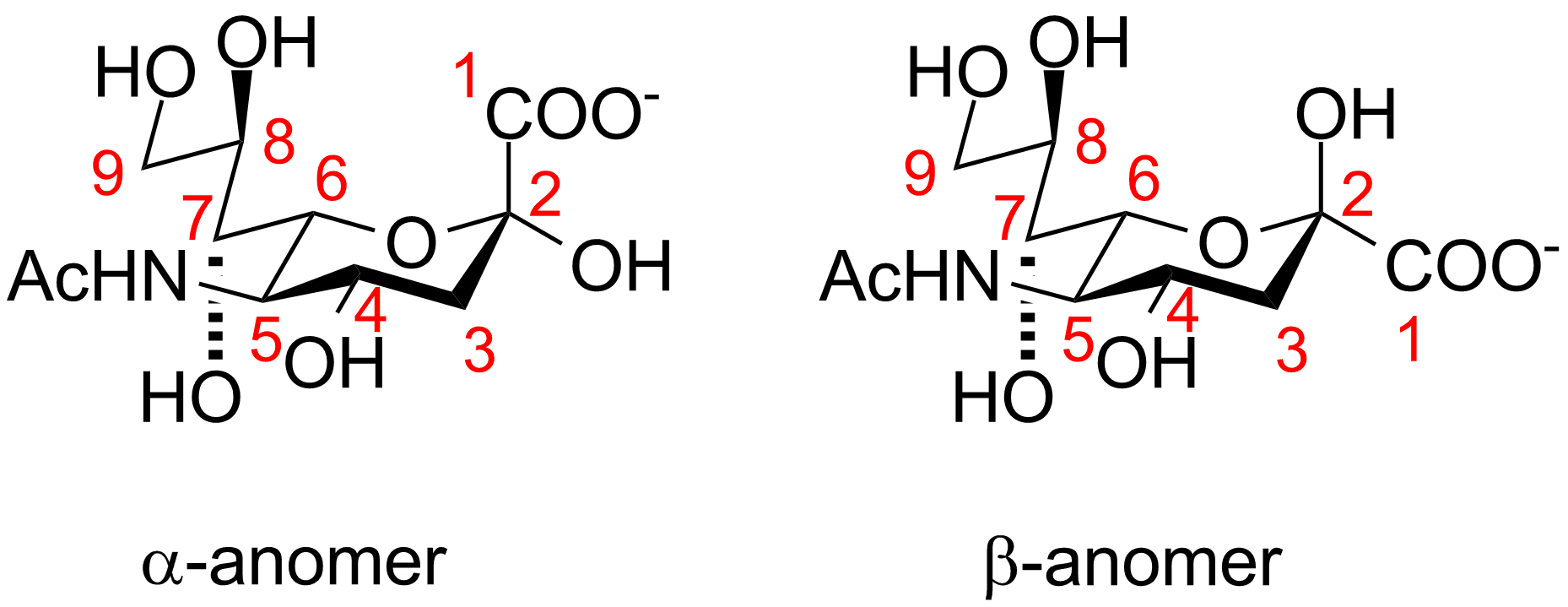
A neuraminsav anomerjei

Az α-anomer a glikánokhoz kötött sziálsavakban van. Azonban oldatban több mint 90%-ban β-anomerként van jelen. A sziálsav-mutarotázként működő bakteriális NanM képes gyorsan egyensúlyivá tenni az oldatot.
Más állatoktól eltérően az ember nem tud N-glikolilneuraminsavat (Neu5Gc) előállítani, de kevés megtalálható humán szövetben külső forrásokból.

## Bioszintézis
A sziálsavat glükózamin-6-foszfátból és acetil-CoA-ból állítja elő egy transzferáz, N-acetilglükózamin-6-foszfáttá téve. Ebből epimerizációval N-acetilmannózamin-6-foszfát lesz, mely foszfoenolpiroszőlősavval reagálva N-acetilneuraminsav-9-foszfáttá (sziálsav) válik. Ennek aktívvá válásához és oligoszacharid-bioszintézisbe kerüléséhez citidin-trifoszfátból származó citidin-monofoszfátot kap, citidin-monofoszfát-sziálsavvá (CMP-sziálsav) téve azt. Ez az állati sejt magjában keletkezik.
Baktériumokban aldoláz is előállíthat sziálsavakat. Ez például mannózszármazékot használ szubsztrátként, 3 szénatomot ad hozzá a piruvátból, sziálsavszerkezetet adva. Ezek kemoenzimatikus sziálsavszármazék-szintézisre használhatók.

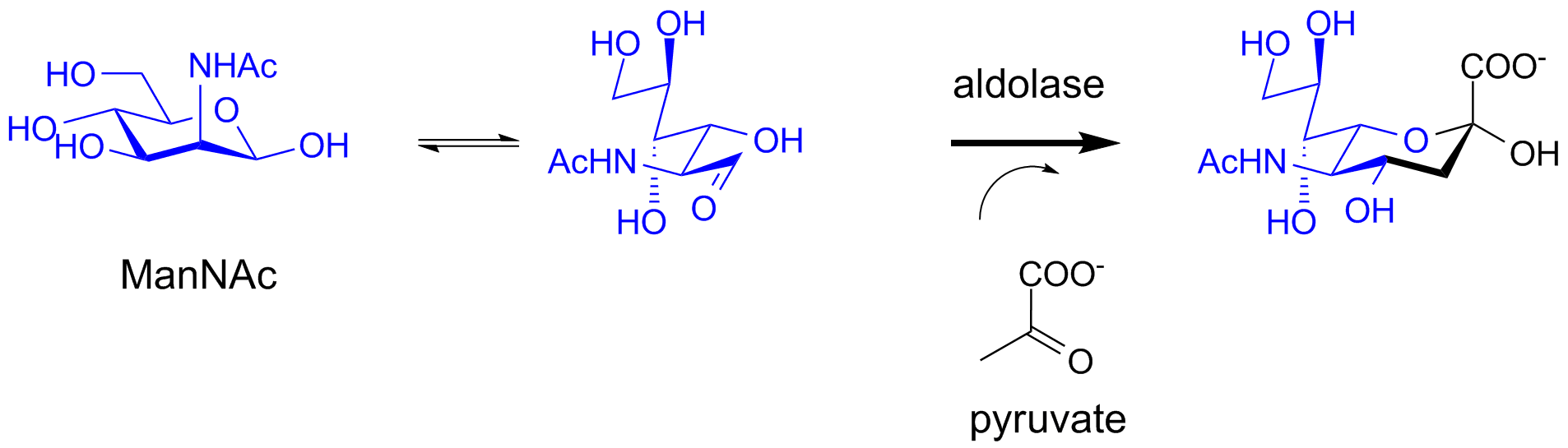
Sziálsav-bioszintézis bakteriális aldolázzal.

## Funkció
A glikoprotein-tartalmú sziálsavak (szialoglikoproteinek) szelektint kötnek emberben és más élőlényekben. A rákáttétsejtek gyakran sok sziálsavgazdag glikoproteint expresszálnak. Ez negatív töltésűvé teszi a sejtmembránt, sejtközi taszítást okozva, és segítve e késői ráksejtek véráramba kerülését. 2020-ban kimutatták a sziálsav jelenlétét rákos extracelluláris mátrixban.
A sziálsavgazdag részek negatív töltést hoznak létre a sejtfelszínen. Mivel a víz poláris, mindkét hidrogénatomján parciális pozitív töltéssel, vonzódik a sejtfelszínekhez és -membránokhoz. Ez a sejt általi folyadékfelvételhez is hozzájárul.
A polisziálsav poszttranszlációs módosulás, mely idegsejt-adhéziós molekulákban (NCAM) jön létre. A szinapszisban a polisziálsav erős negatív töltése akadályozza a sejtek NCAM-keresztkötését.
Ösztrogén beadása ivartalanított egerekbe dózisfüggő sziálsavtartalom-csökkenést okoz. A sziálsavtartalommal az ösztrogén hatása is mérhető. Referenciaanyagok az ösztradiol (szubkután) és az etinilösztradiol (orális beadás).

## Immunitás
A sziálsavak minden gerinces és néhány gerinctelen, valamint egyes gerincesekkel kölcsönható baktériumok sejtfelszínein találhatók.
Több vírus, például az Ad26 adenovírus- (Adenoviridae)-szerotípus, a rotavírusok (Reoviridae) és az influenzavírusok (Orthomyxoviridae) gazda által szialilált szerkezeteket használhatnak a célgazdasejt kötéséhez. A sziálsavak jó célpontok e vírusokhoz, mivel erősen állandósultak, és nagy mennyiségben jelen vannak sok sejtben. A sziálsavak fontosak több humán vírusfertőzésben. Az influenzavírusok hemagglutininaktivitású (HA) glikoproteinekkel rendelkeznek, melyek a humán eritrociták és a felső légúti sejtek sziálsavjaihoz kötnek. Ez a hemagglutináció (a vírusok vérsejtekhez tapadása) és a vírusok bejutásának alapja. A Gyakori influenzagyógyszer ozeltamivir és zanamivir sziálsavanalógok, melyek az újonnan létrejött vírusokkal interferálnak a vírusenzim neuraminidáz gátlásával.
Egyes baktériumok is a gazda által szialilált szerkezeteket használnak fel a kötéshez és a felismeréshez. Például a szabad sziálsavak egyes baktériumoknak, például a Pneumococcusnak jelzésként működhetnek. A szabad sziálsav segítheti a baktériumot annak felismerésében, hogy a kolóniaképzéshez megfelelő gerinces környezetet ért el. A sziálsav módosulása, például az N-glikolil- vagy O-acetilcsoport csökkenthetik a bakteriális szialidázok működését. Nem ismert e gátló hatás jelentősége.

## Metabolizmus
A sziálsav szintézise és bomlása a sejt különböző részeiben történik. A szintézis a citoszolban kezdődik, ahol az N-acetilmannózamin-6-foszfát és a foszfoenolpiruvát sziálsavvá egyesülnek. A Neu5Ac-9-foszfátot a magban citidin-monofoszfát (CMP) aktiválja a CMP-Neu5Ac-szintázzal. Bár a sziálsav és más vegyületek közti kapcsolat gyakran α-kötés, ez az egyetlen β-kötés. A CMP-Neu5Ac ezután az endoplazmatikus retikulumba vagy a Golgi-készülékbe kerül, ahol új glikokonjugátumot alkotva oligoszacharidhoz kerülhet. Ez O-acetilezéssel vagy -metilezéssel módosítható. Ha a glikokonjugátum érett, a sejtfelszínhez kerülhet.
A szialidáz a sziálsav-katabolizmus egyik legfontosabb enzimje. Sziálsavakat távolíthat el a sejtfelsíznről vagy a szérum glikokonjugátumairól. A szövetes állatokban a bomlásra hajlamos glikokonjugátumok endocitózissal kerülnek be. A késői endoszóma lizoszómával való egyesülése után a lizoszóma-szialidázok eltávolítják a sziálsavakat. Ezek aktivitása az O-acetilcsoportoktól függ. A szabad sziálsavak a citoszolba kerülnek a lizoszóma membránján keresztül. Ezután újabb glikokonjugátumok keletkezhetnek belőlül a Golgi-készülékben. A sziálsavak lebonthatók acilmannózaminra és piruvátra a citoszolikus acilneuraminát-liáz által.
Súlyos betegségek függnek a sziálsav-metabolizmus jelenlététől vagy hiányától. A szialidózis és a sziálsavhiány a NANS gén mutációival példa ilyen rendellenességre.

## Agyfejlődés
A sziálsavval kezelt fiatal patkányok felnőve jobban tanultak és jobb lett memóriájuk.  A sziálsavbevitel és a kognitív funkció közti összefüggés megjelent nagy mennyiségű sziálsavval etetett malacokban is.

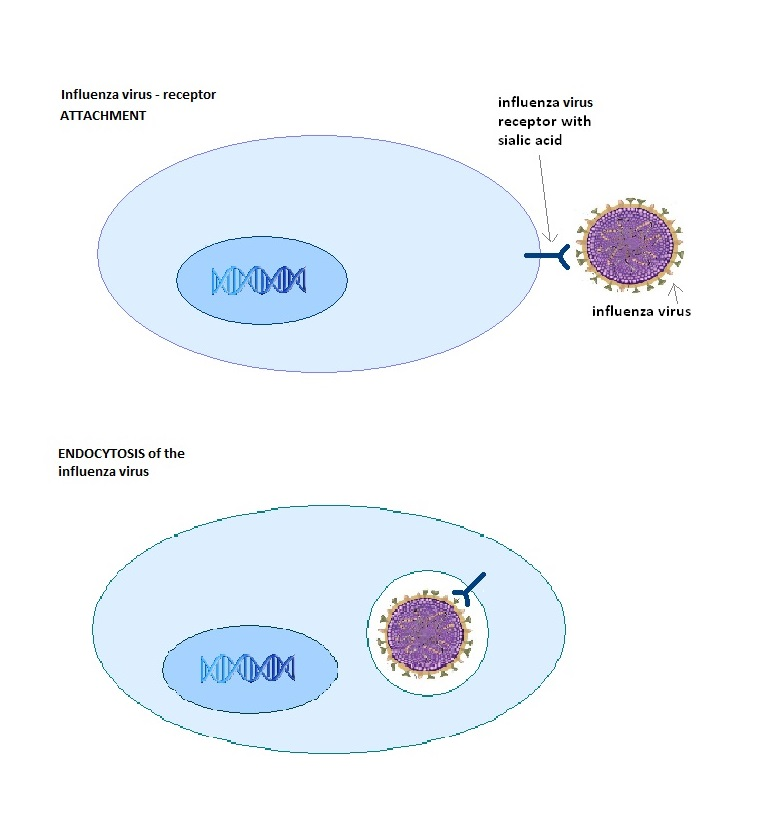
Az influenzavírus endocitózisa

## Betegségek
A sziálsavak számos humán betegséggel összefüggenek.

### NANS-mutációs sziálsavhiány
Az N-acetilneuraminsav-szintáz (NANS) gén kétalléles recesszív mutációi súlyos betegséget okozhatnak, mely értelmi fogyatékosságot és alacsony testalkatot eredményez, mutatva a sziálsavak fontosságát az agyfejlődésben. Rövidtávú sziálsav-kiegészítés per os nem mutatott jelentős előnyös hatást a biokémiai paraméterekben.

### Salla-kór
A Salla-kór különösen ritka betegség, az egyik legenyhébb szabadsziálsav-növekedési zavar, de gyermekkori formája agresszív. E betegség tünete a mentális retardatio. A 6. kromoszóma mutációja okozza ezen autoszomális recesszív kórt. Nagyrészt az idegrendszert érinti, és a lizoszomális raktározás hibáját okozza, melyet egy sziálsavhordozó hiánya okoz, mely a lizoszómamembránban van. 2020-ban gyógyíthatatlan volt, a kezelés tüneti.

### Atherosclerosis
Az atherosclerosist okozó LDL-részekben alacsony a sziálsavszint. Ilyen részek a kis nagy sűrűségű LDL-részecskék és az elektronegatív LDL. Az alacsony sziálsavszint a kis nagy sűrűségű LDL-részecskékben növeli ezek artériafalakban lévő proteoglikánokhoz való vonzódását.

### Influenza
Minden influenza A-vírus-törzs sziálsavat igényel a sejtekhez csatlakozáshoz. Az egyes sziálsavformák az egyes influenza A-vírus-változatokhoz különböző mértékben kötődnek. Ez fontos a fertőzhető fajok meghatározásához. Ha egy influenza A-vírust egy sziálsavreceptor felismer, a sejt azt bekebelezi, megfertőzve a sejtet.

## Sziálsavak és más nem ulozonsavak (NulO) a prokariótákban
A sziálsavak gyakoriak a gerincesekben, ahol számos biológiai folyamatban részt vesznek. Eleinte az újszájúakban találták, de tekinthető egy 9 szénatomos monoszacharidokból álló család, a nem ulozonsavak (NulO) régebbi családjának részének is, melyeket 2015-ben találtak meg baktériumokban és archeákban. Számos patogén baktérium sejtfelszíni jellemzőinek, például a lipo- vagy kapszula-poliszacharidoknak részei a sziálsavak, segítve a gazda nem specifikus immunválaszának megkerülését. Egy 2009-es genomszintű elemzés sok szekvenált mikrobagenomot vizsgált, és kimutatta, hogy a NulO-szintézis útjai sokkal gyakoribbak az filogenetikai fán a korábban feltételezettnél. Ezt támasztják elő 2020-as lektinfestéses tanulmányok és egy molekuláris felmérés prokarióta NulO-kon, kimutatva, hogy sok nem patogén környezeti törzs is termel bakteriális sziálsavakat. Egyes anammox-baktériumok az erősen savas α-ketosavcsoport mellett semlegesítő báziscsoportokat (szabad aminokat) tartalmazó NulO-kat termelnek. Hasonló sejtfelszíni sziálsavakat állítottak elő kémiai újramodellezéssel a sejtfelszíntöltés befolyásolásával a C5-ön lévő szabad aminnal, mely semlegesíti a C1 karboxilátját.

## Fordítás
Ez a szócikk részben vagy egészben  a   Sialic acid című angol Wikipédia-szócikk ezen változatának fordításán alapul.  Az eredeti cikk szerkesztőit annak laptörténete sorolja fel. Ez a jelzés csupán a megfogalmazás eredetét és a szerzői jogokat jelzi, nem szolgál a cikkben szereplő információk forrásmegjelöléseként.